# Радахув
Радахув (пол. Radachów) — село в Польщі, у гміні Осьно-Любуське Слубицького повіту Любуського воєводства.
Населення — 401 особа (2011).
У 1975-1998 роках село належало до Гожовського воєводства.

## Демографія
Демографічна структура станом на 31 березня 2011 року:
|          | Загалом | Допрацездатний вік | Працездатний вік | Постпрацездатний вік |
| -------- | ------- | ------------------ | ---------------- | -------------------- |
| Чоловіки | 205     | 43                 | 150              | 12                   |
| Жінки    | 196     | 42                 | 121              | 33                   |
| Разом    | 401     | 85                 | 271              | 45                   |